# Ланге, Иван Иванович (большевик)
Иван Иванович Ланге (1894/1896, Псков — 1919, Гомель) — белорусский большевик, революционер, участник Февральской и Октябрьской революций в Гомеле; председатель ЧК Гомельского уезда.

## Биография
И. И. Ланге родился в Пскове, отец — рабочий Рижской фабрики резиновой мануфактуры Мюнделя , латыш по национальности.
В Пскове закончил только три класса гимназии и вынужден был идти на завод, поскольку семья испытывала серьёзные материальные трудности.
Вступил в РСДРП(б) в 1914 году. Вёл партийную работу в армии.
С марта 1917 года — член Гомельского Совета рабочих и солдатских депутатов, с апреля — член Полесской организации РСДРП(б). В 1918 году был председателем уездного ревкома в Слуцке. С января 1919 года — председатель ЧК Гомельского уезда, член горкома партии.
Казнён восставшими солдатами 29 марта 1919 года в ходе антисоветского выступления частей гомельского гарнизона (Стрекопытовский мятеж), вспыхнувшего в Гомеле 24 марта 1919 года во время Гражданской войны.
Похоронен в Гомеле в братской могиле гомельских коммунаров.

## Память
- В 1949 году на братской могиле коммунаров установлен памятник — надгробная плита[6].
- В честь Ивана Ланге названы улицы в Гомеле (Улица Ланге) и Добруше[7], совхоз. Кроме того, на улице Ланге в Гомеле расположен ресторан-бар под названием «Чисто на Ланге».